# Mark Dacascos
Mark Alan Dacascos (ur. 26 lutego 1964 w Honolulu) – amerykański aktor i reżyser filmowy, telewizyjny i teatralny, kaskader, instruktor sztuk walki.

## Życiorys

### Wczesne lata
Urodził się w Honolulu na Hawajach jako syn Moriko McVey-Murray i Ala Dacascosa. Jego ojciec był instruktor sztuk walki i miał korzenie filipińskie, hiszpańskie i chińskie. Jego biologiczna matka była jego studentką i była pochodzenia irlandzkiego i japońskiego. Po urodzeniu Marka Dacascosa, jego matka opuściła rodzinę. Wychowywany był przez partnerkę ojca, Malię Bernal, utytułowaną mistrzynię sztuk walki. Uczył się boksu tajskiego, ćwiczył capoeirę i wushu. W wieku od 9 do 18 lat wygrał kilka mistrzostw kung-fu i karate. Mając dziewięć lat po raz pierwszy zwyciężył w międzynarodowym turnieju Long Beach Internationals. W 1980 roku zdobył pierwsze miejsce podczas zawodów karate w Hamburgu. Rok później wyjechał na Tajwan, gdzie poszerzał swoje umiejętności sportowe. Chciał zostać pisarzem, nauczycielem albo pójść do zakonu.

### Kariera
W 1985 roku Christopher P. Lee, asystent reżysera Wayne’a Wanga, podczas realizacji komedii Trochę serca to chyba nigdy niedużo (Dim Sum: A Little Bit of Heart, 1985) z Joan Chen, zauważył go na ulicy w Chinatown w San Francisco i zaprosił na zdjęcia próbne. W efekcie Mark Dacascos wystąpił w epizodzie, ale sceny z jego udziałem zostały usunięte. Dacascos zaprzyjaźnił się jednak z Chrisem Lee, który kilka lat później przewodniczył firmie producenckiej TriStar Pictures, i zapisał się też na zajęcia z aktorstwa. W latach 90. zdobył popularność głównie dzięki filmom akcji przeznaczonym na rynek VHS, w tym Miasto Aniołów (Angel Town, 1990) w roli szofera z Olivierem Grunerem i Theresą Saldaną, Amerykański samuraj (American Samurai, 1992) jako Kenjiro Sanga, Tylko dla najlepszych (Only The Strong, 1993) Sheldona Letticha w roli byłego żołnierza służb specjalnych, który pomaga zaprowadzić porządek w szkole średniej, przygodowym filmie science fiction Znak Smoka (Double Dragon, 1994), Wybrany (Crying Freeman, 1995) z Rae Dawn Chong i Tchéky Karyo, Kickboxer 5: Odkupienie (Kickboxer 5: The Redemption, 1995), Wyspa doktora Moreau (The Island of Dr. Moreau, 1996) z Marlonem Brando i Valem Kilmerem.
W serialu Kruk: Droga do nieba (The Crow: Stairway to Heaven, 1998) wcielił się w Erica Dravena, zmarłego muzyka, który powraca na ziemię by walczyć w imię dobra z siłami ciemności. Grał także na scenie w spektaklach: Shaved Splits jako Wong, West Side Story jako Chino i Conan jako młody Conan. W 1999 roku pojawił się na okładce czasopisma Inside Kung Fu. Za rolę Maniego w sensacyjnym filmie kostiumowym Christophe Gansa Braterstwo wilków (Brotherhood of the Wolf, 2001) zdobył w roku 2002 nominację do nagrody Saturna.
Dacascos kontynuował karierę aktora filmów akcji występując w produkcjach klasy B lub filmach telewizyjnych, m.in.: Grupa specjalna (China Strike Force, 2000) jako chiński agent ochrony, który walczy z przemytnikami narkotyków, Instynkt zabójcy (Instinct to Kill, 2001) jako J.T. Dillon, Od kołyski aż po grób (Cradle 2 the Grave, 2003) Andrzeja Bartkowiaka z Jetem Li i DMX, dramacie opowiadającym o walce z Al Kaidą Polowanie na Eagle One (The Hunt for Eagle One, 2006) w roli porucznika Matta Danielsa z Rutgerem Hauerem oraz francusko-kazachsko-rosyjskiej koprodukcji Nomad (Nomád, 2005).
Od 21 września 2009 do 3 listopada 2009 roku brał udział w programie Dancing with the Stars, gdzie zajął 6. miejsce (na 16 możliwych), jego partnerką była Lacey Schwimmer.

## Życie prywatne
Był żonaty z Rachel Hosting. 5 stycznia 1998 roku poślubił aktorkę Julie Condrę. Mają dwóch synów – Makoalaniego Charlesa (ur. 31 grudnia 2000) i Kapono oraz córkę Noelani.

## Filmografia

### Filmy fabularne
- 1993: Tylko dla najlepszych (Only The Strong) jako Louis Stevens
- 1994: Znak Smoka (Double Dragon) jako Jimmy Lee
- 1995: Kickboxer 5: Odkupienie (Kickboxer 5: The Redemption) jako Matt Reeves
- 1996: Wyspa doktora Moreau (The Island of Dr. Moreau) jako Lo-Mai
- 1997: Odjazd (Drive) jako Toby Wong
- 1998: Sanktuarium (Sanctuary) jako Luke Kovak
- 1998: Kodeks zbrodni (No Code of Conduct) jako Paul DeLucca Faraci
- 1999: Baza (The Base) jako Tony Lau
- 2001: Braterstwo wilków (Brotherhood of the Wolf) jako Mani
- 2003: Od kołyski aż po grób (Cradle 2 the Grave) jako Ling
- 2005: Nomad jako Sharish
- 2007: Czyściciel (Code Name: The Cleaner) jako Eric Hauck
- 2018: Legenda Hallowajów jako Pono (głos)
- 2019: John Wick 3 jako Zero

### Seriale TV
- 1987: Szpital miejski (General Hospital) jako kadet w policji
- 1990: Doogie Howser, lekarz medycyny (Doogie Howser, M.D.) jako Julian
- 1990: Flash (The Flash) jako Osaku
- 1995: One West Waikiki jako Moku
- 1998: Kruk: Droga do nieba (The Crow: Stairway to Heaven) jako Eric Draven
- 1999: Stan wyjątkowy (Martial Law) jako Steven Garth
- 2002: CSI: Kryminalne zagadki Las Vegas (CSI: Crime Scene Investigation) jako mnisza
- 2007: Gwiezdne wrota: Atlantyda (Stargate Atlantis) jako Tyre
- 2008: Gwiezdne wrota: Atlantyda (Stargate Atlantis) jako Tyre
- 2009: Kamen Rider: Dragon Knight jako Eubulon
- 2010–2014: Hawaii Five-0 jako Wo Fat
- 2014: Chicago PD jako Jimmy Shi
- 1995: Agenci T.A.R.C.Z.Y. (Agents of S.H.I.E.L.D.) jako pan Giyera
- 2016: Lucyfer (Lucifer) jako Rolf Van Zandt
- 2019: Wu Assassins jako Monk